# Johannes Gustavsson
Johannes Gustavsson (* 23. srpna 1975 Trollhättan) je švédský dirigent a hráč na violu. Diriguje symfonický i operní repertoár a spolupracuje s mnoha tělesy prakticky ve všech severských zemích. Gustavsson jako dirigent nahrál a vydal díla různých severských skladatelů klasické hudby.

## Život a kariéra
Narodil se v roce 1975 v švédském Trollhättanu. Na Norské hudební akademii v Oslu studoval u violisty Larse Anderse Tomtera hru na violu, pak přešel na studium dirigování pod vedením dalších norských umělců, dirigenta Oleho Kristiana Ruuda a skladatele Olava Antona Thommessena. Na počátku kariéry hrál v Norském komorním orchestru.
V roce 2003 se stal prvním laureátem ceny Svenska Dirigentpriset, v roce 2004 získal druhou cenu v Mezinárodní dirigentské soutěži Georga Soltiho a v roce 2008 získal jako první laureát dirigentskou cenu Královské hudební akademie ve Stockholmu a ocenění z Mezinárodní dirigentské soutěže Artura Toscaniniho, konané v italské Taormině.
V umělecké sezóně 2010/2011 byl stálým dirigentem Severského komorního orchestru v Sundsvallu, v následující sezóně působil i na Musikhögskolan Ingesund, hudebním institutu Karlstadské univerzity. Spolupracoval s mnoha severskými orchestry, například s Královskou filharmonii Stockholm, Švédským rozhlasovým symfonickým orchestrem, Göteborským symfonickým orchestrem, Královskou švédskou operou, Göteborskou operou a dalšími tělesy z Norska, Finska a Švédska. V současnosti je šéfdirigentem finského orchestru Oulu Sinfonia (od sezóny 2012/2013) a karlstadského operního domu Wermland Opera (od sezóny 2015/2016). Od roku 2017 působí jako umělecký ředitel norského mládežnického orchestru Ungdomssymfonikerne.
Je ženatý s norsko-švédskou violistkou a ilustrátorkou dětských knih Ane Gustavsson.

## Diskografie
dirigent
- Anders Eliasson: Double Concerto; Sinfonia per archi, cpo 2008
- Anders Eliasson: Quo Vadis, cpo 2011
- Christian Frederik Emil Horneman: Orchestral Works, Dacapo 2012
- Tobias Broström: Kaléidoscope: Orchestral Works by Tobias Broström, Swedish Society Discofil 2012
- Andrea Tarrodi, Ylva Skog, Britta Byström: Future Classics II, dB Productions 2013
- Jón Nordal: Choralis - Orchestral Works, Ondine 2016
- Uuno Klami, Einar Englund: Violin Concertos, Ondine 2016

různí dirigenti na titulu
- Tobias Broström: Cello Concerto; Samsara - Double Concerto; Dreamscape, dB Productions 2013
- Andrea Tarrodi: Highlands - Cello Concerto, dB Productions 2015